# Eriophyes pyri
Eriophyes pyri är en spindeldjursart som först beskrevs av Arnold Pagenstecher 1857.  Eriophyes pyri ingår i släktet Eriophyes, och familjen Eriophyidae. Arten är reproducerande i Sverige.